# Burg Gößweinstein
Burg Gößweinstein, auch Schloss Gößweinstein genannt, ist eine mittelalterliche Gipfelburg in Gößweinstein im Landkreis Forchheim in Bayern. Die hoch über dem Markt und der Wiesent gelegene Anlage diente möglicherweise Richard Wagner als Vorbild für die Gralsburg in seinem Parsifal. Die Burg ist als bayerisches Baudenkmal mit D-4-74-129-10 gelistet.

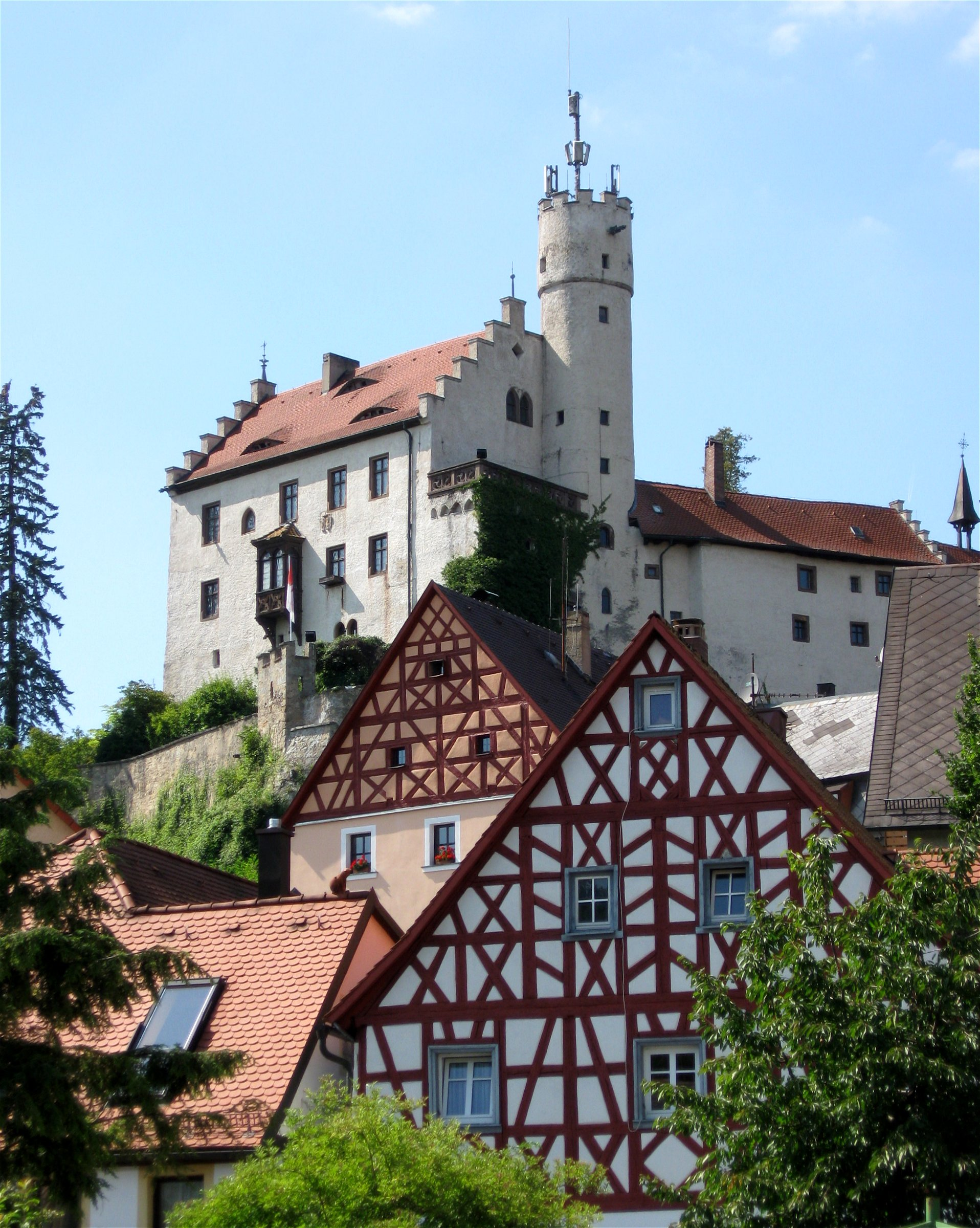
Burg Gößweinstein (2009)
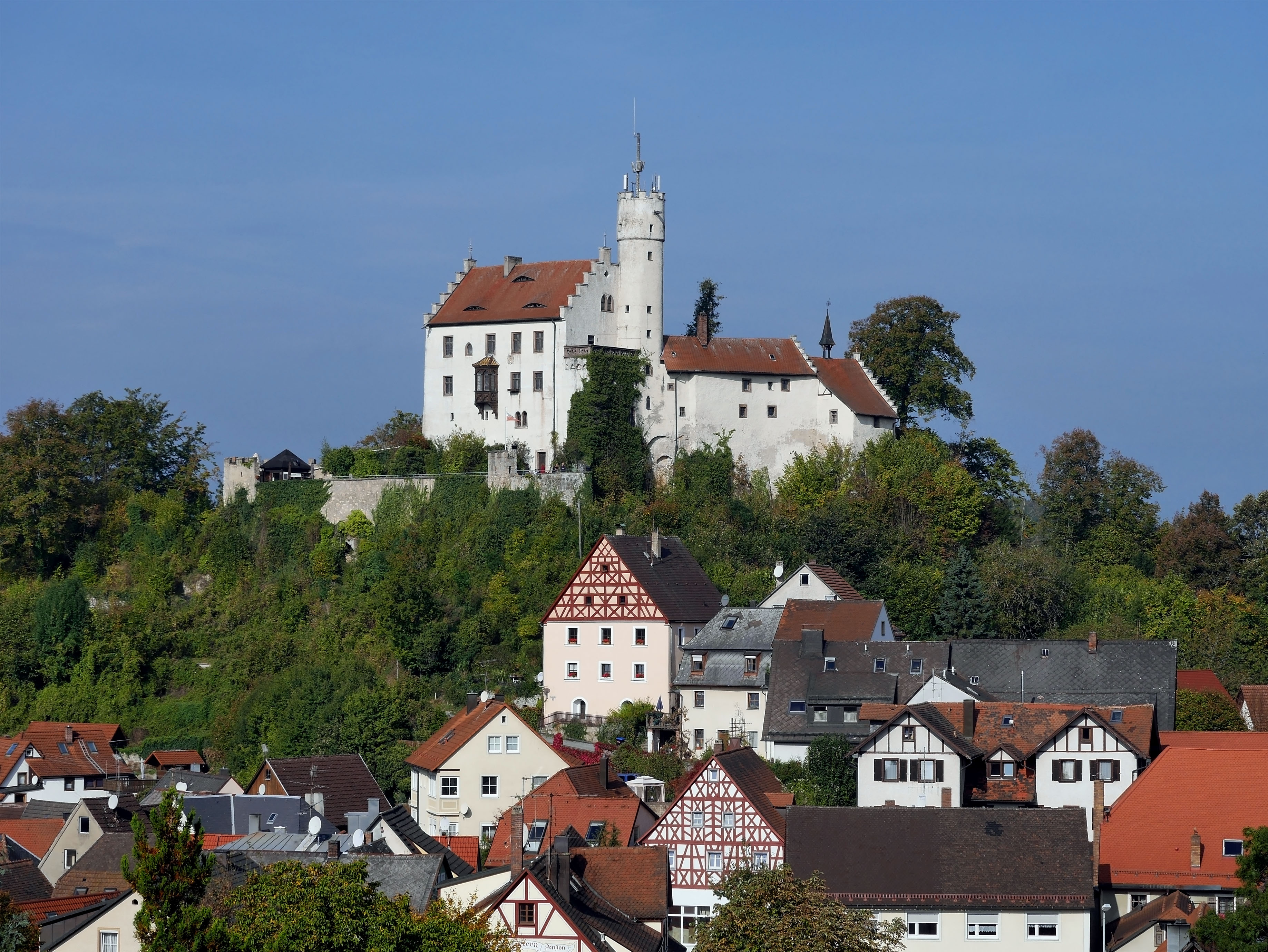
Burg Gößweinstein vom Kreuzberg aus (2014)
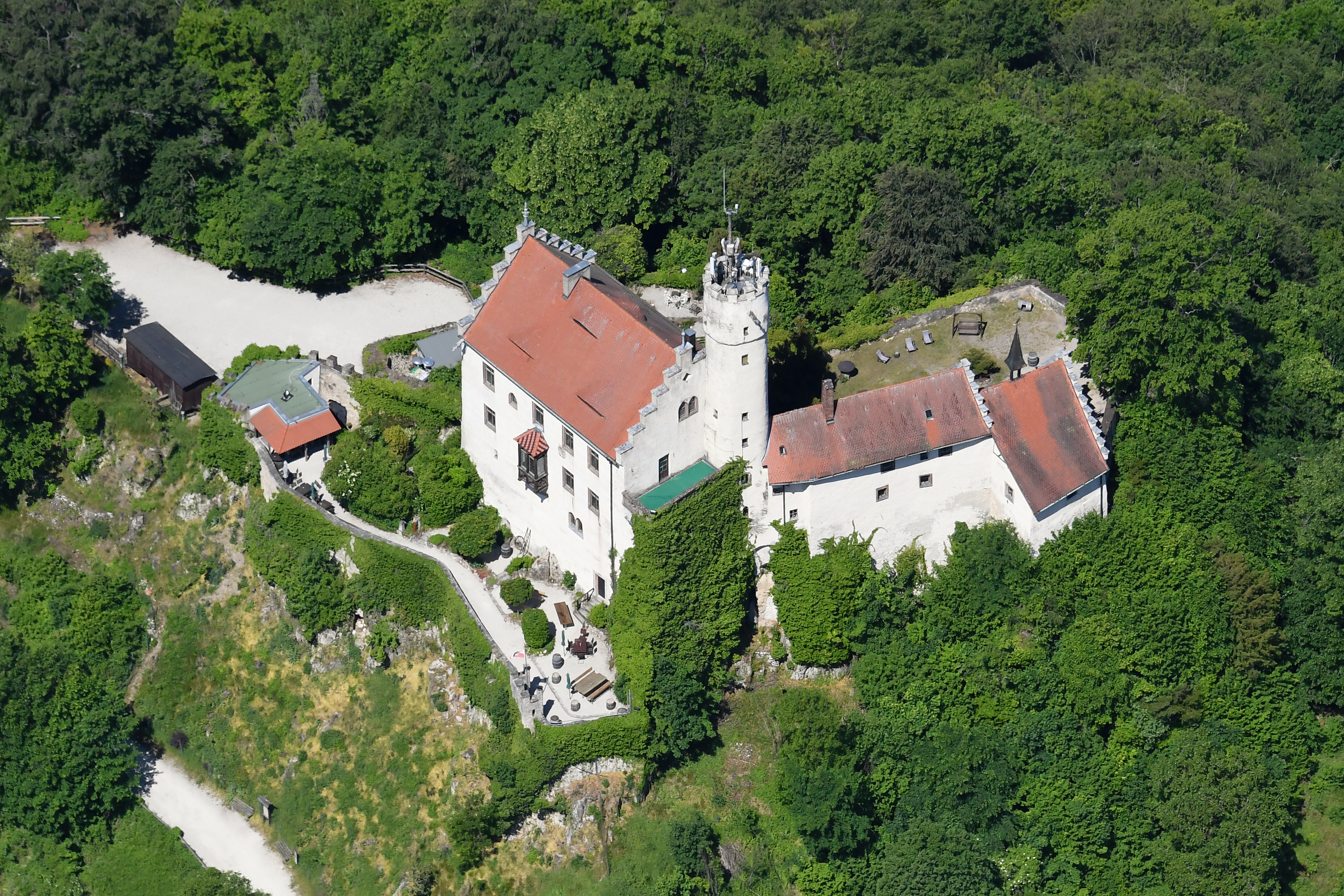
Burg Gößweinstein von Südosten aus der Luft gesehen (2023)

## Geschichte
Die Burg wurde vermutlich nach ihrem Erbauer, dem Grafen Gozwin, benannt. Dieser wurde 1065 getötet, nachdem er in das Gebiet des Bischofs von Würzburg eingefallen war. Eine erste urkundliche Erwähnung der Burg „Goswinesteyn“ ist aus dem Jahre 1076 bekannt. Seinerzeit ließ Kaiser Heinrich IV. den in den Sachsenkrieg verwickelten Bischof Burchard II. von Halberstadt dort inhaftieren, was bereits eine starke Befestigung vermuten lässt.
Seit Bischof Otto von Bamberg ist sie als bambergischer Besitz nachweisbar. Von 1348 bis 1780 war die Burg Sitz eines Vogteiamtes der Bischöfe von Bamberg. Die Burg war damit kleiner Verwaltungsmittelpunkt des zu Gößweinstein gehörenden Bamberger Besitztums.
Im Jahr 1525 kam es im Bauernkrieg zu Zerstörungen und anschließendem Wiederaufbau. Im Zweiten Markgrafenkrieg 1553 wurde die Burg ein weiteres Mal zerstört und danach wieder aufgebaut.
Die Burg gelangte durch die Säkularisation des Hochstifts Bamberg 1803 in bayerischen Staatsbesitz. Der bayerische Staat verkaufte die Burg 1875 an Pauline Rabeneck, Gutsbesitzerswitwe vom Rittergut Aspach bei Uffenheim. 1890 erwarb Freiherr Edgar von Sohlern die Burg und gestaltete sie im neugotischen Stil um. In der Burgkapelle sind spätgotische Figuren erhalten. 2013 vererbte Michael Freiherr von Sohlern die Burg an die Familie Layritz aus Gößweinstein.
Die Burganlage ist für Besucher lediglich zu Fuß zu erreichen, der Aufstieg von der Basilika aus dauert gut zehn Minuten. Jeglicher Ausblick von hier hinunter auf die Stadt ist ausschließlich nach Zahlung einer Eintrittsgebühr möglich.
|  |  |  |